# Hiroshi Inose
Hiroshi Inose (猪瀬　博, Inose Hiroshi, Tóquio, 5 de janeiro de 1927 — 11 de outubro de 2000) foi um engenheiro eletrônico japonês.
Inventou o sistema time slot interchange, de serventia fundamental nas modernas centrais telefônicas digitais.